# Équation fonctionnelle de Cauchy
L’équation fonctionnelle de Cauchy est l'une des équations fonctionnelles les plus simples. C'est l'équation suivante, d'inconnue f : ℝ→ℝ :
En d'autres termes, les solutions de cette équation sont exactement les endomorphismes du groupe (ℝ, +).

On montre aisément que toute solution f est même ℚ-linéaire, c'est-à-dire vérifie de plus :
Mais il existe une infinité de solutions non ℝ-linéaires. Pour qu'une solution soit ℝ-linéaire, donc soit une homothétie de la droite vectorielle réelle, il suffit qu'elle soit continue en un point ou monotone sur un intervalle de longueur non nulle. Il suffit pour cela qu'elle soit majorée ou minorée sur un intervalle de longueur non nulle, ou même seulement sur un ensemble Lebesgue-mesurable de mesure de Lebesgue non nulle.

## Preuve de la ℚ-linéarité
Soit f une solution.
- Alors, f est un endomorphisme de groupe abélien c'est-à-dire de ℤ-module, donc{\displaystyle \forall n\in \mathbb {Z} \quad \forall v\in \mathbb {R} \quad f(nv)=nf(v).}
- On en déduit que f est ℚ-linéaire, c'est-à-dire vérifie (en plus de l'additivité) :{\displaystyle \forall r\in \mathbb {Q} \quad \forall v\in \mathbb {R} \quad f(rv)=rf(v).}En effet, tout rationnel r est de la forme p⁄q avec p et q entiers et q non nul, ce qui permet d'écrire : q f(rv) = f(qrv) = f(pv) = p f(v), donc f(rv) = p/q f(v) = r f(v).

## Conditions suffisantes de ℝ-linéarité
- Une solution f est ℝ-linéaire si elle vérifie :{\displaystyle \forall x\in \mathbb {R} \quad \forall v\in \mathbb {R} \quad f(xv)=xf(v).}Les solutions ℝ-linéaires sont donc les homothéties, c'est-à-dire les applications de la forme x ↦ ax (avec, nécessairement, a = f(1)).
- Toute solution f qui n'est pas de cette forme est loin d'être monotone, car elle est pathologique à plus d'un titre :
  - son graphe est dense[2],[3] (dans ℝ2), si bien que sur tout intervalle ouvert non vide, f n'est pas majorée (ni minorée) ; a fortiori, f est discontinue en tout point ;
  - tout borélien d'image (par f) non dense[3] (en particulier : tout borélien sur lequel f est majorée ou minorée[1]) est négligeable ; il en résulte que |f| n'est majorée par aucune fonction mesurable ; a fortiori, f n'est pas mesurable ;
  - si f n'est pas injective alors son noyau est dense donc f est « fortement Darboux », c'est-à-dire que l'image de tout intervalle contenant au moins deux points est ℝ[4].
- Par contraposée, toute solution « suffisamment régulière », i.e. ne possédant pas l'une de ces pathologies, est une homothétie. Par exemple si une solution est majorée sur un borélien non négligeable (en particulier si elle est continue en un point), ou même seulement si son graphe n'est pas dense, alors c'est une homothétie.

## Existence de solutions non ℝ-linéaires
Les solutions sont exactement les applications ℚ-linéaires de ℝ dans ℝ. Étant donné une base de Hamel B du ℚ-espace vectoriel ℝ (base dont l'existence repose sur l'axiome du choix), l'application qui à toute fonction de ℝ dans ℝ associe sa restriction à B est donc une bijection de l'ensemble des solutions dans l'ensemble des applications de B dans ℝ.

## Équations dérivées de celle de Cauchy
De nombreuses équations fonctionnelles se ramènent à celle de Cauchy. 

### Équation exponentielle de Cauchy
Équation, d'inconnue g : ℝ→ℝ :
La fonction nulle est une solution évidente. Toutes les autres prennent des valeurs strictement positives et vérifient :
Ce sont donc les fonctions g = e f telles que f vérifie l'équation fonctionnelle de Cauchy, et celles qui sont continues sont les fonctions exponentielles et la fonction constante égale à 1.

### Équation logarithmique de Cauchy
Équation, d'inconnue g : {\displaystyle ]0,+\infty [}→ℝ :
Cette équation s'écrit aussi :
Les solutions sont donc les fonctions définies par {\displaystyle g(e^{x})=f(x)} où  f vérifie l'équation fonctionnelle de Cauchy, et celles qui sont continues sont donc les fonctions définies par {\displaystyle g(x)=a\ln x}, soit la fonction nulle et les fonctions logarithmes.

### Équation multiplicative de Cauchy
Équation, d'inconnue g : {\displaystyle ]0,+\infty [\rightarrow ]0,+\infty [} :
Cette équation s'écrit aussi :
Les solutions sont donc, d'après ce qui précède les fonctions définies par {\displaystyle g(x)=\exp(f(\ln x))} où  f vérifie l'équation fonctionnelle de Cauchy, et celles qui sont continues sont donc les fonctions définies par {\displaystyle g(x)=e^{a\ln x}=x^{a}}, soit la fonction constante égale à 1 et les fonctions puissances.

### Équation fonctionnelle de Jensen
Équation, d'inconnue {\displaystyle g:\mathbb {R} \rightarrow \mathbb {R} } :
Posant {\displaystyle f(x)=g(x)-g(0)}, l'équation s'écrit aussi {\displaystyle f\left({\frac {x+y}{2}}\right)={\frac {f(x)+f(y)}{2}}}, mais comme {\displaystyle f(0)=0}, on a {\displaystyle f\left({\frac {x}{2}}\right)={\frac {f(x)}{2}}}, et l'équation s'écrit {\displaystyle f(x+y)=f(x)+f(y)} ; les solutions sont donc les fonctions définies par {\displaystyle g(x)=f(x)+b} où  f vérifie l'équation fonctionnelle de Cauchy, soit les fonctions affines dans le cas continu.
L'équation de Jensen, comme celle de Cauchy, permet de résoudre à l'aide des logarithmes trois autres équations fonctionnelles :
- Équation, d'inconnue g : {\displaystyle ]0,+\infty [}→ℝ :{\displaystyle \forall x,y\in ]0,+\infty [\quad g({\sqrt {xy}})={\frac {g(x)+g(y)}{2}}.} Solutions continues : {\displaystyle g(x)=a\ln x+b}.

- Équation, d'inconnue g : {\displaystyle \mathbb {R} \rightarrow ]0,+\infty [} :{\displaystyle \forall x,y\in \mathbb {R} \quad g\left({\frac {x+y}{2}}\right)={\sqrt {g(x)g(y)}}.} Solutions continues : {\displaystyle g(x)=A.a^{x},A,a>0}

- Équation, d'inconnue g : {\displaystyle ]0,+\infty [\rightarrow ]0,+\infty [} :{\displaystyle \forall x,y\in ]0,+\infty [\quad g\left({\sqrt {xy}}\right)={\sqrt {g(x)g(y)}}.} Solutions continues : {\displaystyle g(x)=A.x^{\alpha },A>0}